# マダン州

マダン州の州旗

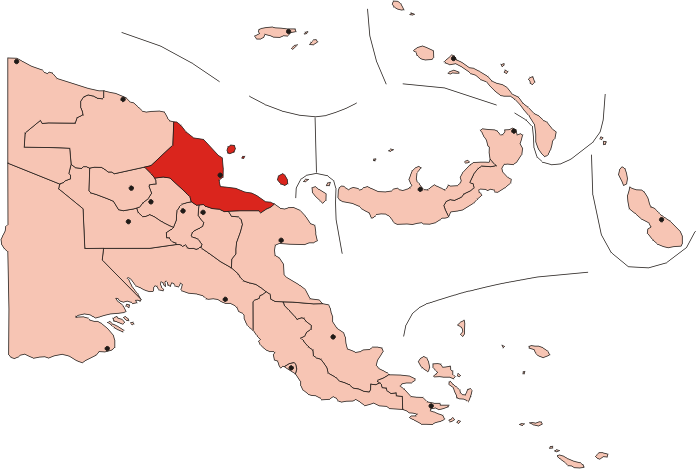
マダン州

マダン州 (マダンしゅう、Madang Province)は、パプアニューギニアのニューギニア島北海岸に位置する州である。州都はマダン。ロング島やカルカル島などの島嶼も本州に属する。州の面積は29,000 km²、人口は49万3906人（2011年国勢調査）である。太平洋戦争中には日本が占領した。

## 言語
同州は小規模の言語グループの集まりで、使用されている多くの言語が1000人以下の規模である。

## 経済
ココアとコプラの生産は州ベースで国内第3位、ラム砂糖が国内2位である。Jant/Gogolのおがくず工場は、同国最大の従業員を有する。多くの地域で輸送手段がほとんどなく、未開発エリアとなっている。 